# 2011년 7월 산리쿠 해역 지진
2011년 7월 산리쿠 해역 지진은 2011년 7월 10일 오전 9시 57분(JST) 일본 산리쿠 해역에서 일어난 일본 기상청 규모 Mj7.3의 지진이다. 모멘트 규모로는 Mw7.0이다.
이 지진으로 미야기현, 이와테현, 미야기현에 0.5m 내외의 쓰나미주의보가 발령되었으며 미야기현 센다이항에 최대 12cm, 이와테현 오후나토시, 홋카이도 에리모정에 최대 10cm의 쓰나미가 닥쳤다.

## 각지의 진도
이 지진으로 일본 기상청 진도 계급 기준 진도4를 감지한 곳은 다음과 같다.
| 진도 | 도도부현   | 시구정촌                                                      |
| ---- | ---------- | ------------------------------------------------------------- |
| 4    | 이와테현   | 모리오카시 야하바정                                           |
| 4    | 미야기현   | 구리하라시 도메시 미사토정 이와누마시 마루모리정 이시노마키시 |
| 4    | 후쿠시마현 | 덴에이촌 다무라시 이나와시로정                                |

이 지진으로 북쪽 끝의 홋카이도와 남쪽으로는 오사카부, 나라현 등에도 진도1 이상의 진동을 감지하였다.